# Мур, Эдвард, 5-й граф Дрохеда
Эдвард Мур, 5-й граф Дроэда (англ. Edward Moore, 5th Earl of Drogheda; 1701 — 28 октября 1758) — англо-ирландский пэр и политик.

## Происхождение
Родился в 1701 году. Второй сын Чарльза Мура, лорда Мура (1676—1714), сына Генри Гамильтона-Мура, 3-го графа Дроэда (? — 1714), и Джейн Лофтус, дочери Артура Лофтуса, 3-го виконта Лофтуса, и Энн Хокинс. Его старший брат, Генри Мур, 4-й граф Дрохеда (1700—1727), унаследовал титул и поместья своего деда в возрасте 13 лет, когда их отец и дед умерли один за другим. Генри быстро стал распутником и, растратив большие суммы, умер в возрасте 26 лет, оставив Эдварду сильно обремененное долгами поместье.

## Карьера
Эдвард Мур заседал в Ирландской палате общин от Данлира в 1725—1727 годах.
28 мая 1727 года после смерти своего старшего брата Эдвард Мур унаследовал титулы 5-го графа Дроэда (Пэрство Ирландии), 7-го виконта Мура из Дроэды (Пэрство Ирландии) и 7-го барона Мура из Меллефонта в графстве Лаут (Пэрство Ирландии).
С 1748 года — член Тайного совета Ирландии и губернатор графства Мит.

## Личная жизнь
В 1727 году Эдвард Мур женился на леди Саре Понсонби (? — 19 января 1736), дочери Брабазона Понсонби, 1-го графа Бессборо, и Сары Маргетсон. У супругов было шесть сыновей и две дочери, в том числе:
- Генри Мур, виконт Мур (1728—1752), умер неженатым[2].
- Чарльз Мур, 1-й маркиз Дрохеда (29 июня 1730 — 22 декабря 1822), женившийся на леди Анне Сеймур-Конвей, дочери Фрэнсиса Сеймур-Конвея, 1-го маркиза Хартфорда[3].
- Достопочтенный Понсонби Мур (1736 — 9 августа 1819), в 1768 году она вышла замуж за достопочтенной Элизабет Мур, третьей дочери Стивена Мура, 1-го виконта Маунт-Кашеля. После ее смерти он вторично женился в 1781 году на Кэтрин Тренч, дочери Фредерика Тренча и сестре Фредерика Тренча, 1-го барона Эштауна[2].
- Достопочтенный Эдвард Лофтус Мур (29 декабря 1736 — 28 октября 1758), умерший неженатым[2].
- Леди Сара Мур (? — 1782), вышедшая замуж за Уильяма Поула из Баллифина, третьего сына антиквара сэра Уильяма Поула из Шут-Хауса, Девон[4].

После её смерти 19 января 1736 года Эдвард Мур женился на Бриджит Саутвелл (? — 27 июля 1767), дочери ирландского политика Уильяма Саутвелла и Люси Боуэн (дочери Уильяма Боуэна из Баллиадамса, графство Куинс), 13 октября 1737 года. Дети от второго брака:
- Достопочтенный Уильям Мур (1742—1762)[2]
- Достопочтенный Роберт Мур (1743 — 17 сентября 1831), женившийся на Маргарет Стивенсон, дочери Джеймса Стивенсона. После смерти своей первой жены в 1799 году он женился на Марии Джозефе Фолкинер, дочери Дэниела Фолкинера[2].
- Леди Джейн Мур, вышедшая замуж за преподобного Генри Эхлина, сына сэра Генри Эхлина, 1-го баронета[2].

Эдвард Мур погиб во время шторма на море во время путешествия со своим сыном Эдвардом между Холихедом и Дублином в 1758 году, и ему наследовал его второй сын Чарльз Мур, который в 1791 году стал 1-м маркизом Дроэда.